# Biriba-branca

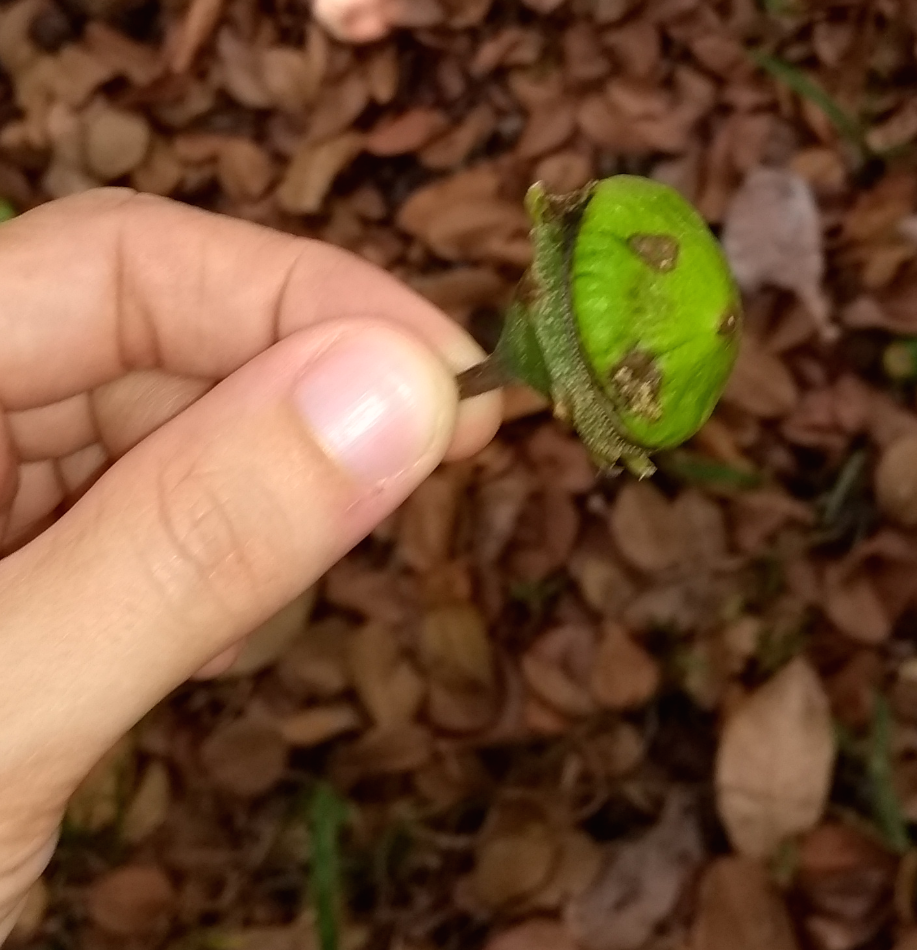
Fruto de Eschweilera ovata em São Lourenço da Mata, Pernambuco, Brasil, em novembro de 2018.

A biriba-branca (Eschweilera ovata (Cambess.) Mart. ex Miers) é uma espécie de árvore da família Lecythidaceae. É nativa e endêmica do Brasil chegando até 23 metros de altura, com casca escamosa que descasca em finas e pequenas placas, sendo sua casca interna marrom amarelada a marrom-pálida. Os frutos tem formato cupuliforme com opérculo (similar a uma tampa).

## Nomes populares
Biriba, biriba-preta, ibirabá, sapucainha.

## Ocorrência
Na Amazônia ocidental, e na Mata Atlântica e na restinga, desde o Espírito Santo até Pernambuco.

## Usos
As sementes (castanhas) são comestíveis, e muito procuradas por morcegos.
A Biriba é conhecida por ser a madeira usada para fabrico do berimbau.

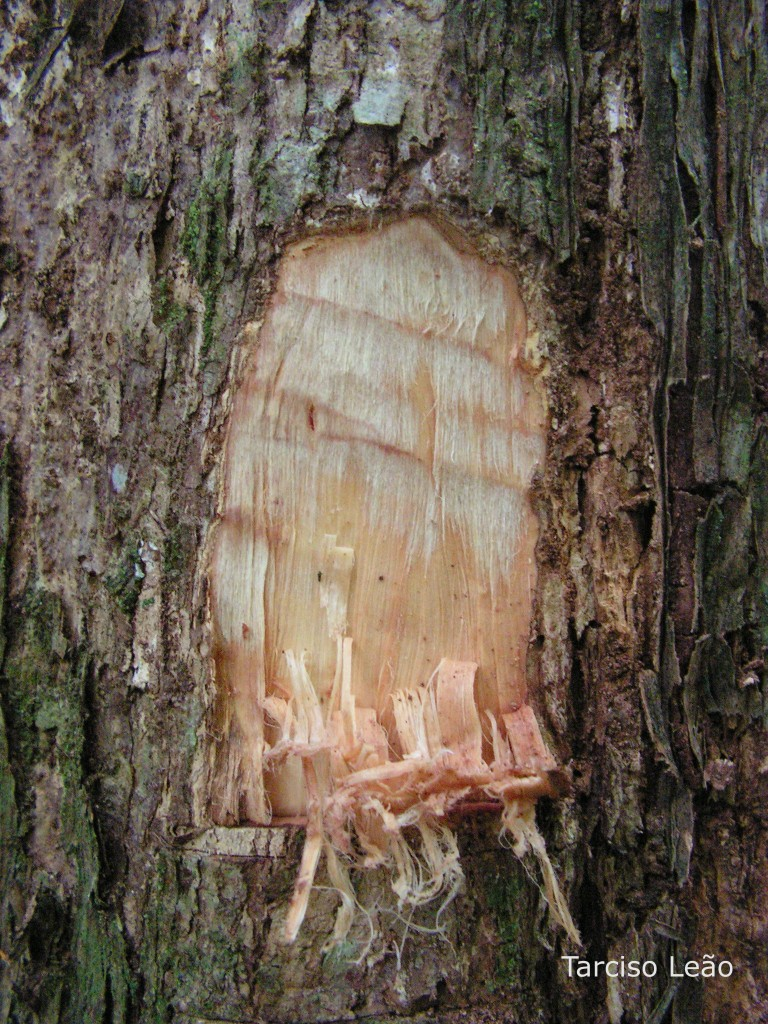
Caule de Eschweilera ovata